# Lispocephala kauaiensis
Lispocephala kauaiensis este o specie de muște din genul Lispocephala, familia Muscidae. A fost descrisă pentru prima dată de Grimshaw în anul 1901. Conform Catalogue of Life specia Lispocephala kauaiensis nu are subspecii cunoscute.